# Masfjorden
Masfjorden est une kommune de Norvège. Elle est située dans le comté de Vestland.